# The Corridor
The Corridor (englisch für Der Korridor) ist ein flaches und enges Tal an der Ingrid-Christensen-Küste des ostantarktischen Prinzessin-Elisabeth-Lands. In den Vestfoldbergen führt es auf der Breidnes-Halbinsel in ost-westlicher Ausrichtung von der Davis-Station zu den Ellis Rapids. Der Taleingang wird durch je zwei Felsentürme flankiert, das North Portal und das South Portal.
Das Antarctic Names Committee of Australia benannte es.